# Ludvig 6. af Pfalz
Ludvig 6. (tysk: Ludwig VI.), (født 4. juli 1539 i Simmern, død 22. oktober 1583 i Heidelberg) var kurfyrste af Pfalz fra den 26. oktober 1576 til sin død. Han tilhørte fyrstehuset Wittelsbach.